# 总 (湘潭地名)
总是湖南湘潭城所特有的地名。现保留使用的为九总以至十八总。它们不仅是地名，而且蕴含了相当深厚的历史文化。

## 地名的内涵
湘潭城大致在明初，街区就划分为十八个“总”，即沿湘江从东到西将街区分为一总至十八总。“总”这个特殊的称呼，来源于古代打更巡夜所设的“总铺”。一总至八总在1576年筑城时包含在了城内，而且随着清朝湘潭城商贸与城市活动向城外集中，一总至八总的称呼日后不再使用。而城外的九总到十八总的地名一直延续到现在。因为“总”与航运商业具有紧密的联系，它们也成为了湘潭港市的见证，“总”沿江排列，大致可以以码头来分隔，日后十三总习称航运码头，十四，十五总习称客运码头，十六总习称货运码头，而十八总则称为大码头。

## 文化的外延
在每一总的街区范围内，都建成了各具代表性的城市建筑，例如九总龙王庙，十总万寿宫，十一总关圣殿，十二总华南戏院，十三总黄龙庙，十四总璀圆宫，十五总海会寺，十六总鲁班殿，十七总观音阁，十八总唐兴寺。其中一些建筑一直保留到现在，成为了湘潭市区现存古迹中的重要部分。
而且当时每总皆形成了自己独特的社会关系，构成了湘潭独特的早期社区文化。各总之间互相攀比争斗，尤其在各项赛事或集会中，总总之间争奇斗富尤为鲜明。乾隆、嘉庆时期十二总新建发源殿，与十三总天符庙举行迎神比赛，遂以库平银元宝铺路，从殿庭直到门口用该总凑集的约200万两银子铺成了真正的银钱地毯。而直到20世纪80年代，湘潭的龙舟比赛仍有以“总”组建参赛队互相竞争的习俗。
湘潭清时的城市特征被概括为“街分十总，商分七帮”，十总即九总以至十八总，而七帮则是指来自外地的商帮，外地的商人与总的关系亦十分密切。来自不同地区的商人不仅是湘潭城居民的重要组成部分，同时他们也促进了各“总”的早期社区文化的分化，他们在不同的“总”修建会馆等场所设施并形成了各自的主要活动范围，例如十一总的关圣殿就是山西商人所建，实际是北五省的总会馆，而十总万寿宫则是江西总会馆，从而带给了各“总”以鲜明的地方特色。